# Brugge
Brugge (flamandul, IPA: [ˈbrʏɣə], franciául Bruges [bʁyːʒ], kb. brüzs, németül Brügge [ˈbʁʏɡə]) város Belgiumban, Nyugat-Flandria legnagyobb városa. Történelmi óvárosa 2000 óta szerepel az UNESCO világörökségi listáján. 2002-ben Salamancával egy időben Európa kulturális fővárosa volt.
A várost sokszor „az észak Velencéjének” is nevezik, hiszen számos csatorna szeli át. Az óvárost körülvevő régi erődítmények és malmok maradványai ezen csatornák mellett találhatóak.
Brugge Európa kiemelkedő látványossága köszönhetően annak, hogy a városközpont a középkor óta alig változott.

## Nevének eredete
Neve valószínűleg a germán Bryggia szóból ered, amely kikötőhidat, hidat, dorongtöltést jelent.

## Fekvése

Brugge térképe

## Története
A preromán gaol időkből származó településeknek kevés nyoma található. Az első erődítmények Julius Caesar Menapii hódításai után épültek, az i. e. 1. században,  a tengerparti területek kalózok elleni védelmére. A 4. században a frankok elhódították a rómaiaktól a területet és Pagus Flandresis néven igazgatták tovább. A viking támadások a 9. században arra ösztönözték I. Balduint, Flandria grófját, hogy megerősítse a római kori erődítményeket és így megállítsa benyomulásukat a földrészre. A kereskedelem Angliával és Skandináviával így hamar újjáéledhetett. A települést, Flandria első grófja, I. Balduin alapította, erre az időre (875 körül) datálható az első itt vert érme, Bryggia névvel. 
1050-től a folyó fokozatos feltöltődése okozta, hogy a város elvesztette kijáratát a tengerre. Egy 1134-es vihar új kijáratot nyitott, természetes csatornát alakítva ki a Zwin-öblön kereszttül az Északi-tengerig, a csatorna mentén található Damme pedig Brugge előretolt kereskedelmi bástyája lett.  Brugge csak 1128-ban kapta meg a városi jogot. (A város alapító okirata 1128. július 27-ére datálódik.) Az újdonsült polgárok nyomban új falakat és csatornákat építettek.
Az önkormányzatnak köszönhetően a város a 12. században gyorsan fejlődött: a gyapjúpiac, a gyapjúszövő-ipar és a szövetpiac prosperitását nagyban a városfalaknak köszönheti. Ezek folytán a fölösleg biztonságosan felgyűlhetett a flandriai hercegek védelme alatt. Brugge része volt a flamand szövetkereskedelemnek már a 13. század elején. A város vállalkozói elérték, hogy angol és skót gyapjútermelő területeken gazdasági kolóniákat létesítsenek. Az angol kapcsolatok hozták be a normann gabonát és a gascogne-i borokat. A Hanza hajók megtöltötték a kikötőt, melyet idővel a Damme alatt Sluysig kellett kibővíteni, hogy alkalmas legyen az új halászhajók számára.
A Hanza-szövetség terjeszkedésével egy időben pedig Lübeckből és Hamburgból érkeztek árusok. 1253-ban Margit flandriai grófnő speciális privilégiumokat harcolt ki, ilyen volt például a vámkedvezmény. Brugge forgalma kiemelkedett a Hanza városai közül, így nem véletlenül helyezte a szövetség ide egyik központi irodáját.
1277-ben megjelent az első genovai kereskedő flotta Brugge kikötőjében. Ez volt az első kereskedőkolónia, mely Bruggét a Mediterráneummal kötötte össze.
Később, a 13. században már genovai, velencei és firenzei kereskedők is látogatták Bruggét, de gyakran fordultak meg délnémet, kasztíliai, portugál és skót árusok is. A fejlődés nemcsak a levantei árukkal való kereskedés lehetőségét nyitotta meg, de fejlesztette a kereskedelmi és pénzügyi technikákat, és növelte a tőke beáramlását, előmozdította Brugge bankügyleteit. Ezekben az időkben létesült itt a világon először tőzsde, melyet a Van der Beurse kereskedőcsalád alapított, innen ered a börze kifejezés. 1309-ben megnyílt a börze és a legszofisztikáltabb  pénzpiaccá nőtte ki magát a Németalföldön még a 14. században.
A 13. század végén Brugge, Flandria más területeihez hasonlóan francia uralom alá került. 1302-ben azonban lakosság fellázadt  Szép Fülöp francia király ellen, és legyilkolta a városban található franciákat. (Jan Breydelnek és Pieter de Conincknak, a győztes felkelés vezéreinek szobra még mindig látható a központi piactéren.) Majd egyesítette erejét más flamand városokkal és Flandria francia fogságban levő grófjának más támogatóival a francia hatalom ellen és július 11-én, Kortrijk (Courtrai) közelében az aranysarkantyús csatában legyőzték Szép Fülöp vezérének seregét.
A 15. században a burgundiai herceg kormányzása alatt a város kulturálisan, építészetileg és gazdaságilag is virágzását élte. A középkor végéhez közeledve Brugge Észak-Európa leggazdagabb városának számított. Jó Fülöp Burgundia hercege udvartartást vezetett Bruggében, Brüsszelben, és Lille-ben, ami számos művészt, bankárt és más prominens személyiséget vonzott a városokba a világ minden részéről.
Az új flamand festőiskola olajfestmény technikájával világszerte elismerést szerzett. Az első könyv, melyet egyébiránt angol nyelven adtak ki, Bruggében jelent meg William Caxton keze nyomán. Ekkor töltötte itt száműzetését az angol IV. Edward és III. Richard is. A lakosság több mint 40.000 lakosra duzzadt.
A 15. század végén a Zwin-öböl elhomokosodása elvágta a tengertől Bruggét, ezért a burgund hercegi udvar elhagyta a várost. Merész Károly halála után, lányának férje Habsburg I. Miksa korlátozta a város jogait és innentől kezdve Brugge fokozatosan elszegényedett és Antwerpen lett a flamand régió központja. Az V. Károly halála után spanyol uralom alá kerülő város végső hanyatlásához az észak-németalföldi tartományok (a későbbi Hollandia) 1584-es kiválása  vezetett. 1600-ban Brugge nem volt más, mint egy tartományi város, amely a 17. század folyamán hiába próbálkozott a tengerrel való kapcsolat helyreállítására, a kikötői létesítményeket modernizálták, de nem sok sikerrel és a csipkekészítés hagyománya is teljesen elsorvadt. Brugge elgyengült, és fokozatosan eltűnt a történelmi palettáról. Életében annyi változás történt, hogy Dél-Németalföld 1713-ban Ausztria, 1795-ben Franciaország, 1815-ben pedig Hollandia uralma alá került és ott maradt egészen 1830-ig, Belgium függetlenségének kikiáltásáig.
Ebben az időkben a legnagyobb problémát az jelentette, hogy a város nem vállalt részt a 19. században végbement a iparosodásban. George Rodenbach el is nevezte az alvó várost „Bruges la Morte“ című regényében „a halott Brugge”-nek (Bruges-la-Morte).
A 19. század második felében a város a világ első turistacélpontjává vált, gazdag brit és francia turistákat vonzva látványosságaihoz. A 20. század második felében kezdte a város visszanyerni múltbeli dicsőségét. A kiemelkedő európai integrációs tevékenységéért Brugge 1960-ban Európa-díjat kapott. Zeebrugge kikötőnek köszönhetően ismét gazdasági fellendülés következett.
Zeebrugge kikötőjét eredetileg a németek építették – az „U-Boot”-ok számára az első világháborúban. Ez nagyban kibővült 1970-ben és az 1980-as évek elején, hogy Európa egyik legmodernebb kikötőjévé váljon. A nemzetközi turizmus ezután robbanásszerű fejlődésen ment keresztül. Erőfeszítéseik nyomán 2002-ben Brugge lett Európa kulturális fővárosa.

## Városrészei
|  | - I. Sint-Jozef és Sint-Pieters (történelmi városmag) - II. Koolkerke - III. Sint-Andries - IV. Sint-Michiels - V. Assebroek - VI. Sint-Kruis - VII. Dudzele - VIII. Lissewege (Zeebrugge és Zwankendamme) |

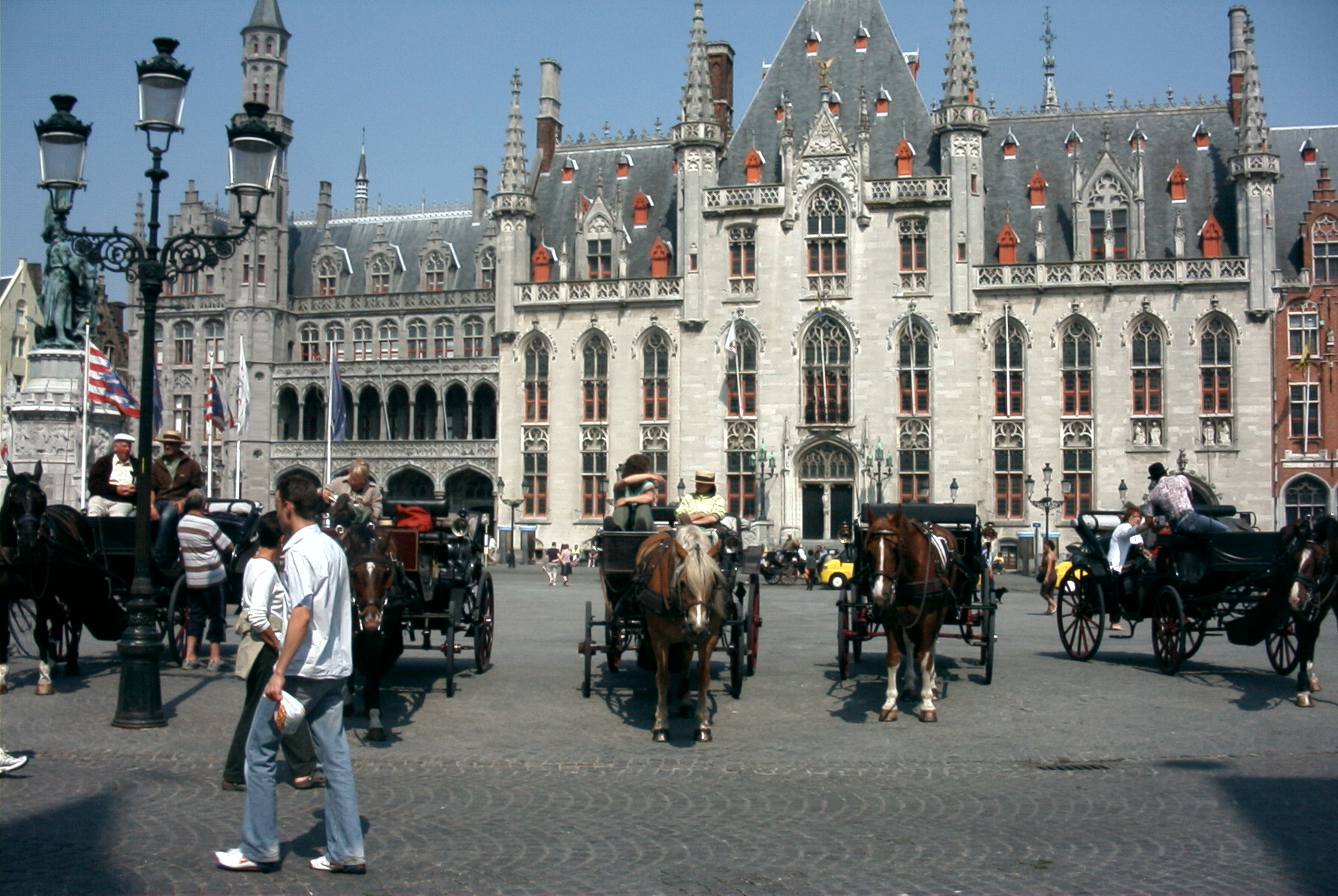
Brugge főtere

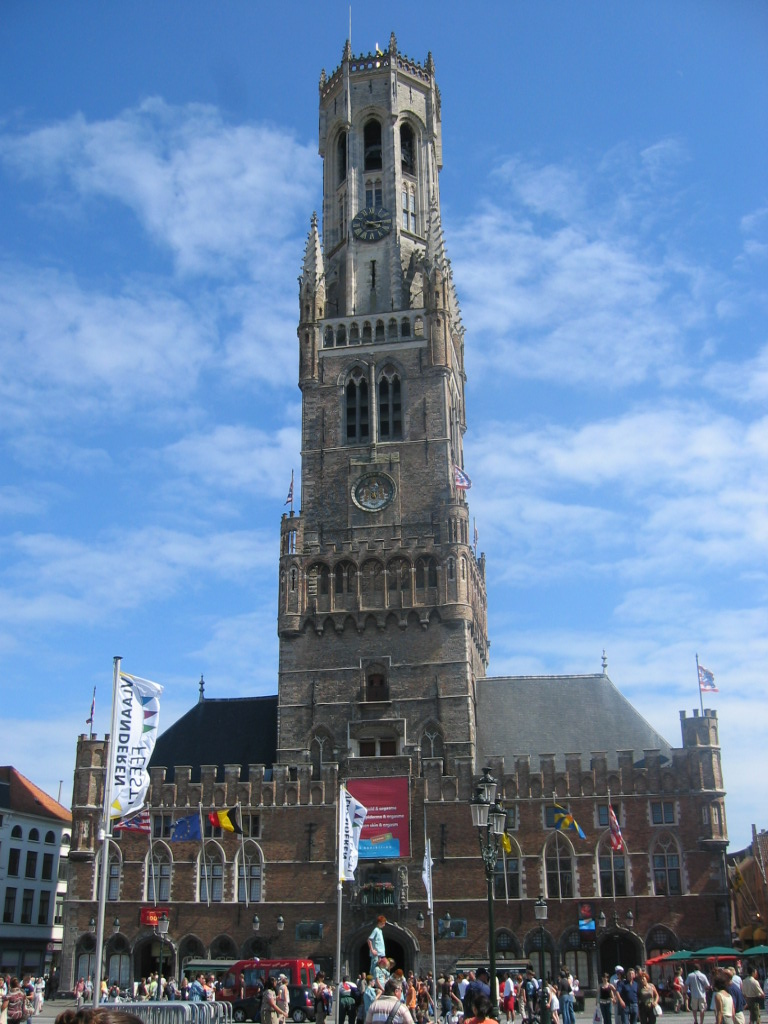
Belfort

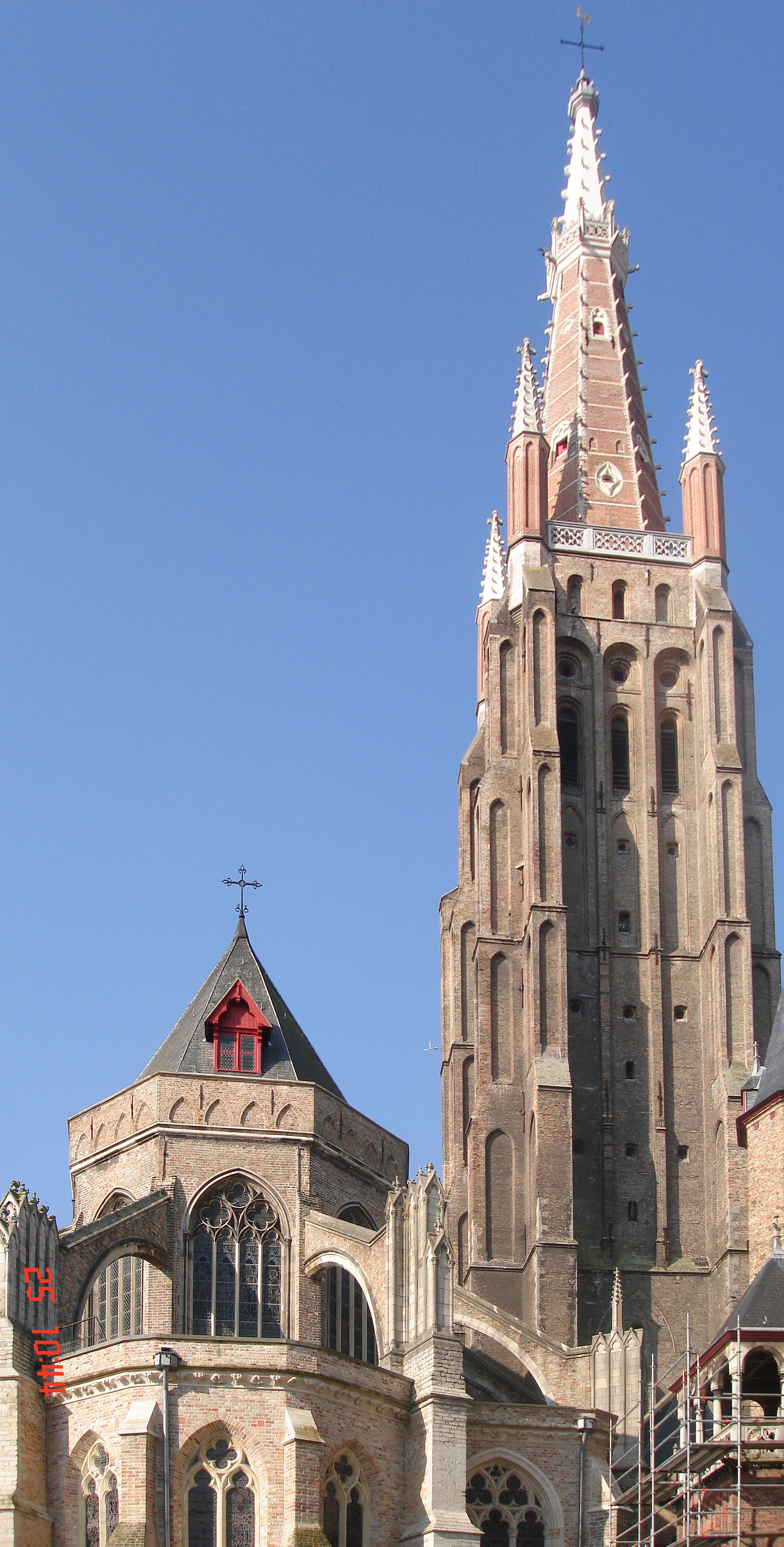
Onze Lieve Vrouwekerk

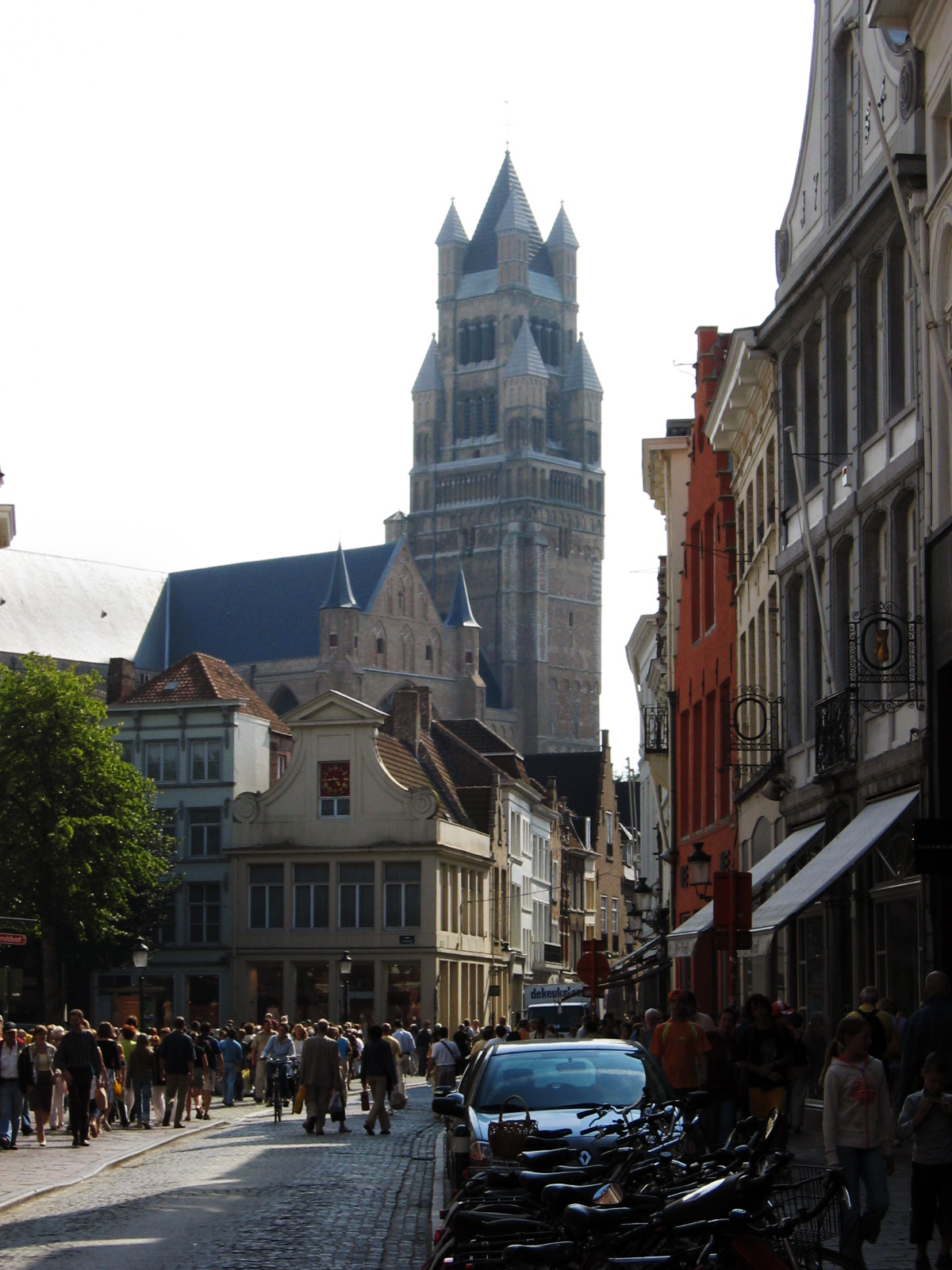
Sint Salvator torony

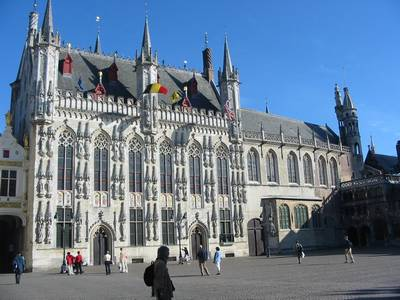
Stadhuis, azaz a városháza

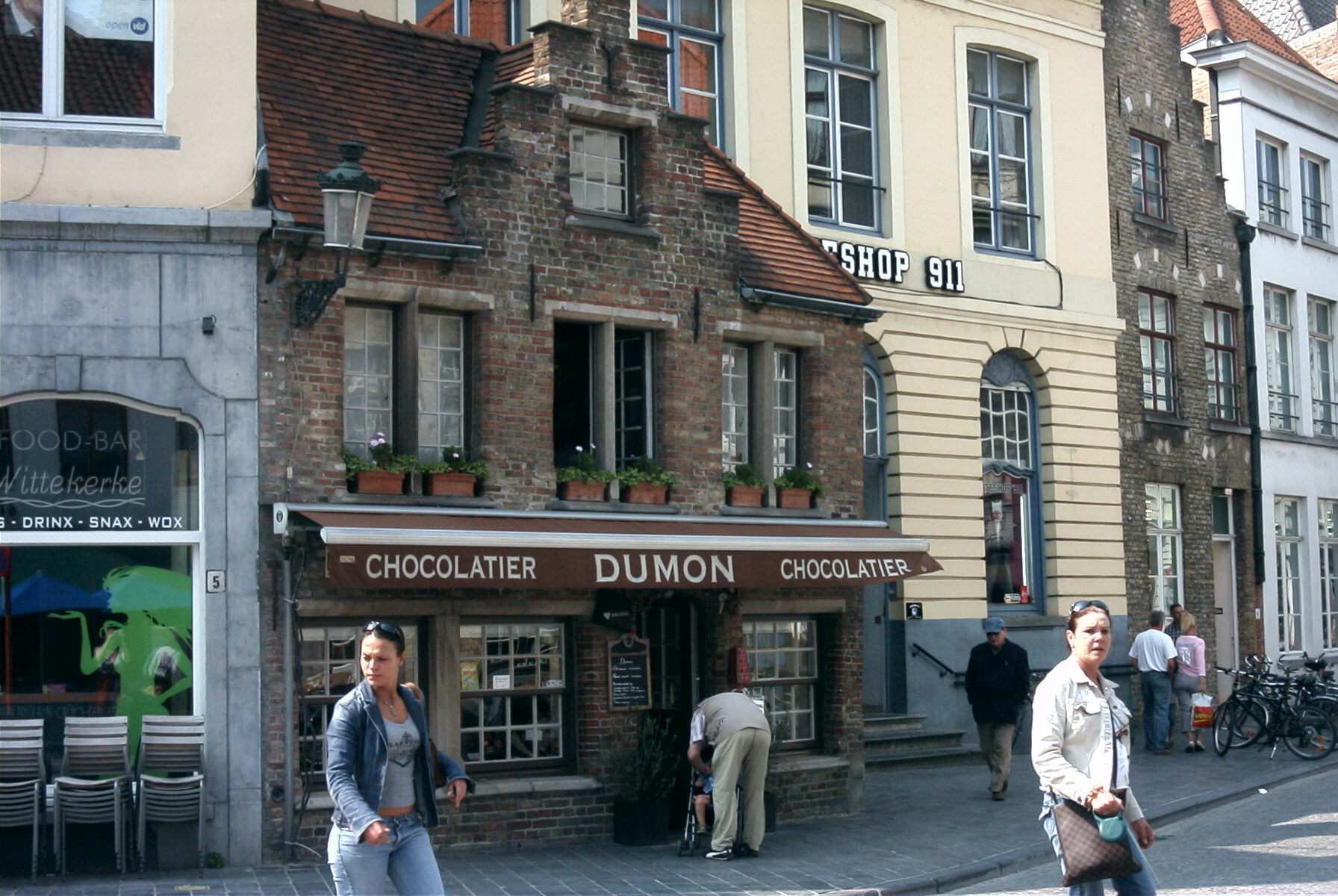
Csokoládébolt

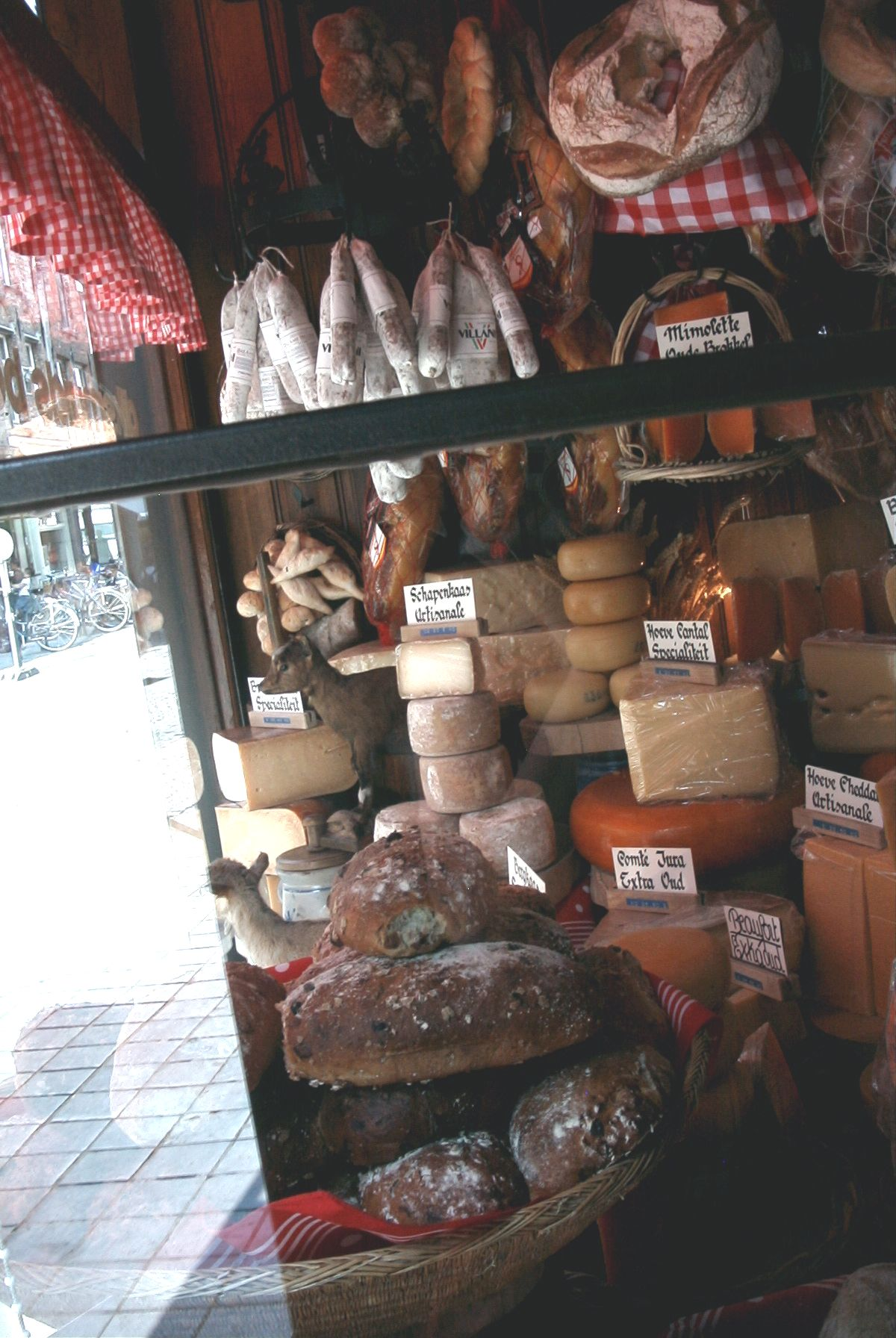
Sajtbolt

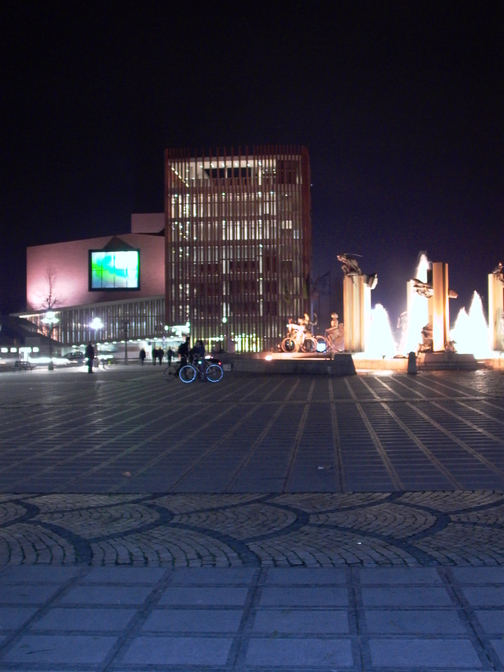
Modern koncertterem

## Közlekedés
Keskeny középkori utcái miatt a turistákat arra bátorítják, hogy vasúton közelítsék meg a várost. Brugge fő vasútállomása legalább óránként indít vonatokat Belgium minden fontosabb városába. Gyakoriak a buszjáratok is a központba, bár a vasútállomás a piactértől csak 20 perces séta. kb. egyórás út a brüsszeli Központi pályaudvar.

### Légiközlekedés
Bár a legközelebbi reptér az Ostend-Brugge nemzetközi reptér Oostendében, kb. 20 km Bruggétől, ajánlott a brüsszeli repülőtéren leszállni, és vasúton folytatni az utat.

### Autóutak
Bruggének rendkívül jó csatlakozásai vannak minden irányba – A10 (E40), E403/N31 E34
A „tojáson” belül, azaz a csatornákkal körülvett történelmi városrészben, vezetni nem ajánlott, mert az utak a legmegtévesztőbb egyirányúsításokkal tűzdeltek. Ajánlottak a központi parkolókhoz vezető útvonalak valamint a közvetlen kivezetőutak. A parkolók alkalmasak a központi kereskedelmi és turista célpontok megközelítésére, és olcsók is. A főpályaudvar melletti óriási parkolókat igénybe vevők ingyen buszjegyet kapnak a városközpontba.

### Városi tömegközlekedés

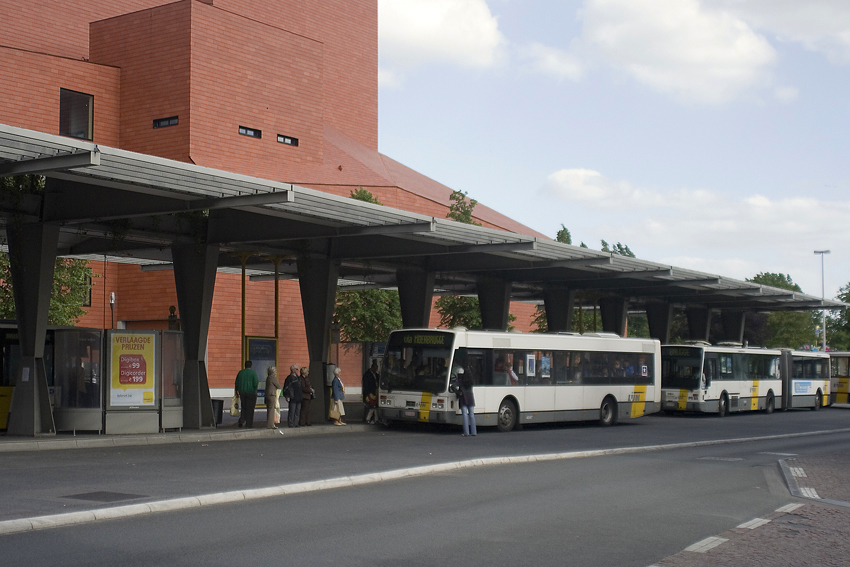
De Lijn

Bruggének kiterjedt buszhálózata van, melyet a De Lijn üzemeltet, bejárást biztosítva a városközpontba és a külvárosokba – stadslijnen – és sok városba és kistelepülésbe a régióban és a város környezetében – streeklijnen – helyközi járatok.
Tervezés alatt van egy észak-déli könnyűvasút becsatlakozással a belga tengerparti vonalakhoz, Zeebruggébe.
Bár néhány utcából kitiltották az autókat, Brugge egyetlen része sem autómentes övezet.
A kocsiknak tekintettel kell lenni a gyalogosokra és a biciklistákra is. tervek vannak az autómentesítésre a központi városrészben, és a közlekedést általánosan visszaszorítanák, de ezeket a terveket még érlelni kell. 2005-ben a közlekedési jelzéseket megváltoztatták a biciklisták kényelmére, megengedve a kétirányú bicikliforgalmat több utcában. Ennek ellenére az autóforgalom nem csökkent. Az utóbbi idők biciklis balesetei fokozták a nyomást, hogy a hidakat lezárják és csendesebb belső város hozzanak létre, de a törvénymódosítások még nem léptek érvénybe. A sűrűn lakott külváros miatt a buszközlekedés igen gyakori a szűk utcákban. Ez a kerékpározást csak tovább nehezíti.
A többi városhoz hasonlóan Bruggében is biciklisták ezrei közlekednek.

### Kikötő
Brugge kikötője Zeebrugge, Belgium legmodernebb és a második legnagyobb kikötője, illetve Európa egyik legnagyobb és legfontosabb kikötője.

## Kultúra

### A város híres emberei
Itt született:
- Kasztíliai Fülöp, első Habsburg uralkodó Spanyolországban - 1478-1506
- Adriaen Isenbrant, reneszánsz festő - 1490-1551
- Adrian Willaert, reneszánsz zeneszerző - 1490-1562
- Giovanni Stradano, festő - 1523-1605[3]
- Simon Stevin, matematikus és mérnök - 1548-1620
- Granciscus Gomarus, kálvinista teológus - 1563-1641
- Guido Gezelle, költő és pap - 1830-1899

A 15. században Jó Fülöp, Burgundia hercege hivatalt állított fel  Bruge-ben Brüsszelben és Lille-ben, így a város számos prominens személyt vonzott:
- William Caxton, angol üzletember, diplomata, író és nyomdász
- Petrus Christus, flamand festő
- Gerard David, flamand festő
- Hans Memling, flamand festő
- Jan van Eyck, flamand festő
- Juan Luis Vives, spanyol tudós és humanista
- Simon Bennic és Levina Bennic Teerling, illusztrátor

## Sport
- Brugge hagyományosan a kezdőpontja az éves Ronde van Vlaanderen kerékpárversenynek, melyet áprilisban tartanak és egyike a legnagyobb sporteseményeknek Belgiumban.
- Brugge futballváros is: két csapattal képviseli magát a felső csoportban – Jupiler League: Club Brugge K.V. és Cercle Brugge KSV, mindkettő a Jan Breydel Stadionban játszik.

## Nevezetességek
- Brugge középkori építészeti emlékeinek nagy része érintetlen maradt, beleértve az Onze Lieve Vrouwekerk – Miasszonyunk templomot. Tornyai Európa legmagasabb kőtornyainak számítanak.
- Brugge híres 13. századi harangtornyairól is, amely 47 harangból álló harangjátéknak ad otthont. A város teljes időben foglalkoztat továbbá egy  harangozót, Aimé Lombaért-t, aki alkalmanként ingyenes koncerteket ad.
- Feltétlen említésre méltó híres épületek még Bruggében a „Begina-házak”, a Heilig Bloed Basiliek (Szent Vér-bazilika), a modern koncertterem, és a Szt. János kórház.
- Számos mester, mind Hans Memling és Jan van Eyck, élt és dolgozott itt.
- A szent vér relikviát mely az első keresztes háborúkból került ide, ünnepélyes keretek között minden évben végighordozzák a városon. Több mint 1500 lakos vesz részt a hosszú vallási menetben, sokan középkori lovagoknak és kereszteseknek öltözve.
- Onze Lieve Vrouwekerk – Miasszonyunk-templom, Madonna a gyermekkel szobrát, mely a kereszthajóban látható, Michelangelo egyetlen szobrának tartják, mely még életében hagyta el Itáliát.
- Brugge városrendezése példás módon megtartotta az egyensúlyt a középkori és a kora modern művészetek közt.

### Brugge történelmi óvárosa
A történelmi városközpont 2000 óta a világörökség része.

### Múzeumok
Bruggének rengeteg múzeuma van. A flamand primitívektől a kortárs művészetekig, a klasszikus szépművészetektől az archeológiai leletekig, bútorok, ezüst, folklór tárgyakban…

#### Tartományi múzeumok
A 15. és a 21. század közti művészeti munkák gyűjteménye látható a Groeninge Múzeumban és az Arent Házban. A fórumban – mely a Groeninge Múzeumhoz kapcsolódik, modern művészeti kiállításokat látogathatnak minden negyedévben.
A festői St. Anna negyed élvezetes folklórmúzeumot és Kruisvest két középkori szélmalmát  tartogatja számunkra. A Koelewei – „hűvös rét” – Malom és a St. Janshuis – Szt. János ház – malom. A Guido Gezelle Múzeum egyike a legfontosabb irodalmi múzeumoknak Flandriában.
- Sint Salvator katedrális
- Notre-Dame (Miasszonyunk-templom)
- Szent Vér-bazilika
- Begina-házak
- Jeruzsálem-templom
- Memling Múzeum
- Groeninge Múzeum (Hieronymus Bosch műveivel)
- Városháza

## Érdekességek
- Brugge híres csipkéjéről.
- Számos sört neveztek el Bruggéről, mint a Brugse Tripel, Brugs Blond, Brugs Witbier és Straffe Hendrik. Mindazonáltal csak a Bruges Zotot gyártják a városban, a Halve Maan Breweryben – a világos sört 2005-ben, a barnát 2006-ban vezették be a piacon.
- Brugge az Európa Egyetem otthona. Az egyetem  nagy presztízsű intézmény a posztgraduális európai gazdasági, jogi és politikai felsőoktatásban.
- A 2008-as Erőszakik (In Bruges) című film szinte teljes egészében Brugge történelmi óvárosában játszódik, és a történetben fontos szerepet kapnak a város egyes nevezetességei.
- A fiktív dr. Genya, az Austin Powers-filmsorozatból állítólag szintén Bruggéből származik.

## Fordítás
- Ez a szócikk részben vagy egészben  a   Brugge című holland Wikipédia-szócikk fordításán alapul.  Az eredeti cikk szerkesztőit annak laptörténete sorolja fel. Ez a jelzés csupán a megfogalmazás eredetét és a szerzői jogokat jelzi, nem szolgál a cikkben szereplő információk forrásmegjelöléseként.
- Ez a szócikk részben vagy egészben  a   Brugge című német Wikipédia-szócikk fordításán alapul.  Az eredeti cikk szerkesztőit annak laptörténete sorolja fel. Ez a jelzés csupán a megfogalmazás eredetét és a szerzői jogokat jelzi, nem szolgál a cikkben szereplő információk forrásmegjelöléseként.
- Ez a szócikk részben vagy egészben  a   Brugge című francia Wikipédia-szócikk fordításán alapul.  Az eredeti cikk szerkesztőit annak laptörténete sorolja fel. Ez a jelzés csupán a megfogalmazás eredetét és a szerzői jogokat jelzi, nem szolgál a cikkben szereplő információk forrásmegjelöléseként.
- Ez a szócikk részben vagy egészben  a   Brugge című angol Wikipédia-szócikk fordításán alapul.  Az eredeti cikk szerkesztőit annak laptörténete sorolja fel. Ez a jelzés csupán a megfogalmazás eredetét és a szerzői jogokat jelzi, nem szolgál a cikkben szereplő információk forrásmegjelöléseként.